# Gwardia Warszawa (zapasy)
Gwardia Warszawa – sekcja zapaśnicza klubu sportowego Gwardia Warszawa.
W drużynowych mistrzostwach Polski Gwardia zdobyła brązowy medal w 1968, srebrny medal w 1989.